# Janeth Jepkosgei
Janeth Jepkosgei Busienei (Kabirisang, 13 december 1983) is een Keniaanse middellangeafstandsloopster, die is gespecialiseerd in de 800 m. Ze werd onder meer wereld- en Afrikaans kampioene in deze discipline. Zij nam tweemaal deel aan de Olympische Spelen en veroverde bij die gelegenheden eenmaal een zilveren medaille.

## Biografie

### Eerste successen
Jepkosgei komt uit Kabirisang, vlak bij Kapsabet. Hier komen ook de beroemde atleten Wilson Kipketer en Wilfred Bungei vandaan. Ze studeerde op de Sing’ore Girls High School, die bekendstaat vanwege haar Keniaanse atletes.
In 2002 won Jepkosgei de 800 m op de wereldkampioenschappen voor junioren in Kingston. Haar doorbraak kwam in 2006. Op 24 maart 2006 won ze de 800 m op de Gemenebestspelen in 1.57,88. Ze versloeg hiermee veterane Maria Mutola uit Mozambique. Later dat jaar won ze de 800 m op de Afrikaanse kampioenschappen. Met slechts drie honderdste seconde achterstand miste ze net de wereldbeker, die gewonnen werd door Zulia Calatayud. Ze verbeterde tweemaal het Keniaanse record op deze afstand.
Jepkosgei werd in 2006 verkozen tot Keniaans sportvrouw van het jaar.

### Wereldkampioene
Op 28 augustus 2007 won Jepkosgei het goud op de wereldkampioenschappen in Osaka. Ze werd hiermee de eerste Keniaanse wereldkampioene op deze afstand. Ze had de leiding vanaf de start tot en met de finish en finishte in 1.56,04. Ze verbrak hiermee het Keniaanse record en de beste jaarprestatie (1.56,18), die zij een paar dagen eerder had neergezet.
Op de Olympische Spelen van 2008 in Peking won ze echter 'slechts' een zilveren medaille achter haar in dat jaar sterk opgekomen en in Peking onstuitbare landgenote Pamela Jelimo.

### Geklopt door Semenya
Een jaar later was het op de WK in Berlijn niet haar landgenote Jelimo, die haar dwarsboomde in haar ambitie om haar wereldtitel te prolongeren. Jelimo moest ditmaal in de halve finale van de 800 m opgeven met een voetblessure. Intussen had zich in de voorafgaande periode een andere Afrikaanse nadrukkelijk als grote favoriete voor het goud aangediend in de persoon van de achttienjarige Caster Semenya uit Zuid-Afrika, die enkele weken eerder een opzienbarende 1.56,72 had gelopen, de beste wereldjaartijd. En inderdaad had de Keniaanse wereldkampioene tegen de ontketende Zuid-Afrikaanse geen schijn van kans. Terwijl Semenya in een uiterst snelle 1.55,45 naar het goud toesnelde, restte Jepkosgei in 1.57,90 wederom 'slechts' het zilver.

### Winnares Diamond League
In 2010 concentreerde Janeth Jepkosgei zich op de nieuwe Diamond League serie, vervanger van de Golden League. Ze won direct de 800 m tijdens de eerste wedstrijd van deze serie, de Shanghai Golden Grand Prix, en door goede resultaten in de meeste overige wedstrijden en opnieuw winst op de Memorial Van Damme, de afsluitende wedstrijd van de serie in Brussel, werd zij dat jaar op de 800 m overall-winnares. Daarnaast liep zij tijdens de wedstrijd om de Bank Continental Cup in Split in 1.57,88 haar beste jaartijd, maar werd zij op de Afrikaanse kampioenschappen in Nairobi op haar favoriete onderdeel verrassend verslagen door de Algerijnse Zahra Bouras (tijden 2.00,22 om 2.00,50). Daar kwam een tweede zilveren medaille bij op de 4 x 400 m estafette, doordat het Keniaanse team met Janeth Jepkosgei in de ploeg met haar eindtijd van 3.35,12 op ruime afstand werd gehouden door het viertal van Nigeria, dat in 3.29,26 dit nummer soeverein won.
Op de WK van 2011 in het Zuid-Koreaanse Daegu nam Jepkosgei opnieuw deel aan de 800 meter, waar ze wederom de Zuid-Afrikaanse Caster Semenya trof. Ditmaal eindigde ze als derde, achter Semenya en de Russische Maria Savinova, die met een tijd van 1.55,87 de titel won.
Op de Olympische Spelen van 2012 in Londen eindigde ze op een achtste plaats met een tijd van 2.00,19. In 2014 won ze bij de Afrikaanse kampioenschappen in Marrakesh zilver op zowel de 800 m als de 4 x 400 m estafette.

## Titels
- Wereldkampioene 800 - 2007
- Wereldkampioene U20 800 m - 2002
- Afrikaans kampioene 800 m - 2006
- Gemenebestkampioene 800 m - 2006
- Keniaans kampioene 800 m - 2003, 2010, 2011

## Persoonlijke records
Outdoor
| Onderdeel   | Prestatie       | Datum             | Plaats   |
| ----------- | --------------- | ----------------- | -------- |
| 400 m       | 54,06           | 24 juni 2010      | Nairobi  |
| 800 m       | 1.56,04 (ex-NR) | 28 augustus 2007  | Osaka    |
| 1000 m      | 2.37,98         | 28 augustus 2002  | Rovereto |
| 1500 m      | 4.02,32         | 16 september 2011 | Brussel  |
| 1 Eng. mijl | 4.28,72         | 7 september 2008  | Rieti    |

Indoor
| Onderdeel | Prestatie | Datum           | Plaats |
| --------- | --------- | --------------- | ------ |
| 800 m     | 2.12,04   | 7 februari 2010 | Moskou |

## Palmares

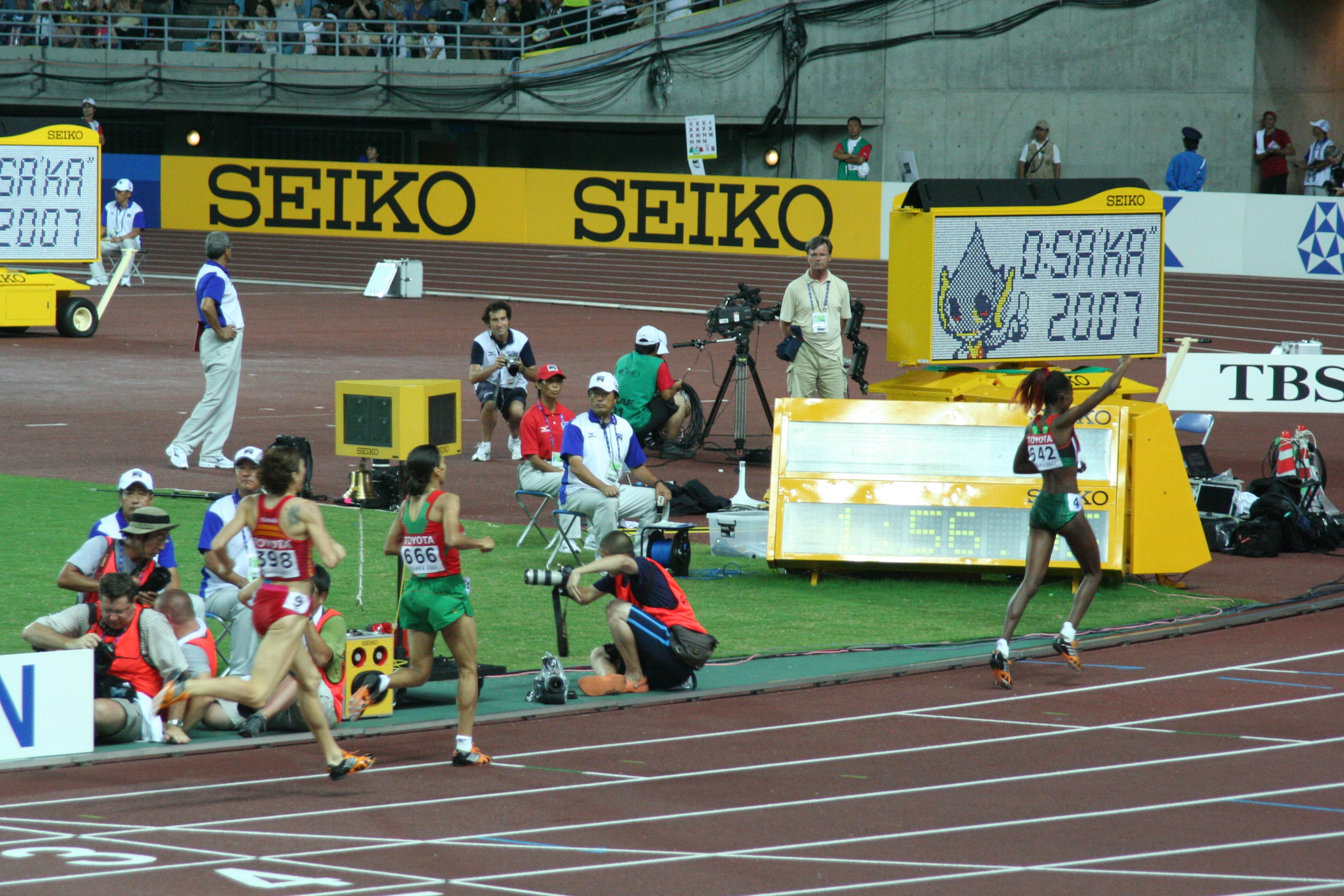
Janet Jepkosgei wint de 800 m op de WK in Osaka, 2007.

### 800 m
Kampioenschappen
- 2002:  WK U20 - 2.00,80
- 2006:  Gemenebestspelen - 1.57,88
- 2006:  Afrikaanse kamp. - 2.00,64
- 2006:  Wereldatletiekfinale - 1.59,10
- 2006:  Wereldbeker - 2.00,09
- 2007:  WK - 1.56,04
- 2007:  Wereldatletiekfinale - 1.57,87
- 2008:  OS - 1.56,07
- 2008:  Wereldatletiekfinale - 1.58,41
- 2009:  WK - 1.57,90
- 2010:  Afrikaanse kamp. - 2.00,50
- 2011:  WK - 1.57,42 (na DSQ Maria Savinova)
- 2012: 6e OS - 2.00,19 (in ½ fin. 1.58,26) (na DSQ van Jelena Arzjakova en Maria Savinova)
- 2014:  Afrikaanse kamp. - 1.59,74

Golden League-podiumplekken
- 2005:  Weltklasse Zürich – 1.59,31
- 2006:  Bislett Games – 2.00,51
- 2006:  Golden Gala – 1.59,86
- 2006:  Memorial Van Damme – 1.59,65
- 2007:  Golden Gala – 1.59,87
- 2007:  Weltklasse Zürich – 1.59,03
- 2007:  ISTAF – 1.58,62
- 2008:  Golden Gala – 1.58,74
- 2008:  Meeting Gaz de France – 1.58,52
- 2008:  Weltklasse Zürich – 1.58,26
- 2008:  Memorial Van Damme – 1.58,85
- 2008:  ISTAF – 1.59,13

Diamond League-podiumplekken
- 2010:  Eindzege Diamond League
- 2010:  Shanghai Golden Grand Prix – 2.01,06
- 2010:  Golden Gala – 1.58,85
- 2010:  Prefontaine Classic – 1.57,84
- 2010:  Aviva London Grand Prix – 1.59,16
- 2010:  Memorial Van Damme – 1.58,82
- 2011:  Prefontaine Classic – 1.59,15
- 2012:  Qatar Athletic Super Grand Prix – 1.58,50
- 2012:  Aviva London Grand Prix – 2.00,68
- 2013:  Shanghai Golden Grand Prix – 2.01,28
- 2013:  Bislett Games – 2.00,09

### 4 x 400 m
- 2010:  Afrikaanse kamp. - 3.35,12
- 2014:  Afrikaanse kamp. - 3.32,26

1983 Jarmila Kratochvílová ·
1987 Sigrun Wodars ·
1991 Lilia Noeroetdinova ·
1993 Maria Mutola ·
1995 Ana Fidelia Quirot ·
1997 Ana Fidelia Quirot ·
1999 Ludmila Formanová ·
2001 Maria Mutola ·
2003 Maria Mutola ·
2005 Zulia Calatayud ·
2007 Janeth Jepkosgei ·
2009 Caster Semenya ·
2011 Caster Semenya ·
2013 Eunice Jepkoech Sum ·
2015 Marina Arzamasova ·
2017 Caster Semenya ·
2019 Halimah Nakaayi ·
2022 Athing Mu ·
2023 Mary Moraa